# Saunders Kittiwake
El Saunders Kittiwake fue un hidrocanoa anfibio británico construido por S. E. Saunders en East Cowes, Isla de Wight. Sólo se construyó una unidad, y fue desguazado tras menos de un año de pruebas.

## Diseño y desarrollo
Fue diseñado para competir en la Commercial Amphibian Competition (Competición de Anfibios Comerciales) del Ministerio del Aire de 1920, aunque era demasiado tarde para participar.
El Kittiwake era un hidrocanoa biplano anfibio de madera propulsado por dos motores radiales ABC Wasp II montados sobre soportes entre el ala superior e inferior. Tenía una tripulación de dos personas y espacio para siete pasajeros.
El fuselaje, como la mayor parte del Kittiwake, estaba construido con el método Consuta, patentado por Saunders, de unión paneles de contrachapado con alambre de cobre cosido. Este método se probó ampliamente en lanchas motoras (evitaba la ausencia de adhesivos impermeables antes de 1945), pero sólo se había utilizado una vez antes en un avión, el propio T.1 de Saunders, mucho más pequeño. El casco tenía un diseño de dos redientes con un fondo de planeo en V poco profundo y laterales recogidos. En su parte superior se encontraban dos niveles de alojamiento: el inferior, acristalado en la cabina, para los dos tripulantes, y sobre ellos, retrasado y cubierto por el ala superior, se encontraba el espacio para los pasajeros. Este contaba con sus propias ventanas frontales y laterales y tenía capacidad para siete pasajeros. Si bien la parte delantera del fuselaje, que albergaba a la tripulación y a los pasajeros, estaba integrada al casco, a popa de las alas se separaba, de modo que el Kittiwake tenía una apariencia intermedia entre un hidrocanoa y un hidroavión de un solo flotador. Esta separación facilitaba el montaje de la cola en altura, bien alejada del agua. Contaba con un estabilizador de incidencia variable con elevadores descompensados y tres empenajes arriostrados mediante cables, el central con un timón compensado.
El Kittiwake era un biplano de cuatro vanos con una alta relación de aspecto y alas recubiertas por Consuta de cuerda paralela, sin flecha ni decalaje. La inferior se unía al fuselaje en la parte superior del casco, con dos pares de soportes justo por encima del lomo; el ala superior se unía a la parte superior de la cabina. Los tres soportes interplanares exteriores de cuerda ancha, carenados por Consuta, tenían forma de I, lo que simplificaba el arriostramiento entre planos. Aerodinámicamente, las características más inusuales de las alas del Kittiwake eran los dispositivos interconectados de cambio de curvatura en los bordes de ataque y de salida de las alas superior e inferior, diseñados para aumentar el rango de velocidad de una aeronave con una carga alar bastante elevada (carga alar de 7,2 lb/ft2). Dado que estos dispositivos de sustentación ocupaban la mayor parte de los bordes de salida, los alerones se montaron a medio camino entre las alas, en los dos montantes interplanares exteriores. Los dos motores radiales también se montaron en el plano medio, en góndolas de siete lados, soportadas por los montantes interplanares de duraluminio más interiores y un montante de acero arriostrado al fuselaje. Sus depósitos de combustible carenados se ubicaban justo encima de ellos, sobresaliendo de la superficie superior del ala.
Como anfibio, el Kittiwake necesitaba un tren de aterrizaje retráctil, una característica muy inusual en aquella época. Las dos ruedas principales se retraían con una manivela en compartimentos dentro del casco, situados entre el primer y el segundo redientes. Estos compartimentos contaban con puertas accionadas por levas para preservar la superficie del casco. Inevitablemente, esta disposición resultó en un tren de aterrizaje de vía muy estrecha. En la parte trasera del casco/flotador central se encontraba una combinación de timón de agua y patín de cola. Flotadores estabilizadores con fondos de planeo estaban fijados al ala inferior, debajo de los soportes interplanares más exteriores.

## Historia operacional
El prototipo y único Kittiwake, matriculado como G-EAUD, realizó su primer vuelo breve el 19 de septiembre de 1920 con Norman Macmillan a los mandos. El avión sufrió daños al realizar un amerizaje forzoso inmediatamente después del despegue, al perderse el sistema de curvatura del borde de ataque. Realizó varios vuelos experimentales en 1921 antes de ser desguazado en julio del mismo año. Fue el primero de una familia de hidroaviones Saunders y Saunders-Roe.

## Especificaciones
Referencia datos: Jackson, London Boats

### Características generales
- Tripulación: Dos
- Capacidad: Siete pasajeros
- Longitud: 13,3 m (43,7 ft)
- Envergadura: 20,8 m (68,2 ft)
- Altura: 4,5 m (14,9 ft)
- Superficie alar: 80,3 m² (864,4 ft²)
- Peso vacío: 1742 kg (3839,4 lb)
- Peso cargado: 2722 kg (5999,3 lb)
- Planta motriz: 2× motor radial de 7 cilindros refrigerado por aire ABC Wasp II.
  - Potencia: 150 kW (207 HP; 204 CV) cada uno.
- Hélices: Bipala de paso fijo

### Rendimiento
- Velocidad máxima operativa (Vno): 180 km/h (112 MPH; 97 kt)
- Velocidad crucero (Vc): 148 km/h (92 MPH; 80 kt)
- Alcance: 550 km (297 nmi; 342 mi) (aprox.)
- Régimen de ascenso: 1,9 m/s (376 ft/min) [6]

## Aeronaves relacionadas

### Desarrollos relacionados
- Supermarine Commercial Amphibian
- Vickers Viking